# Монтерей (Луїзіана)
Монтерей (англ. Monterey) — переписна місцевість (CDP) в США, в окрузі Конкордія штату Луїзіана. Населення — 474 особи (2020).

## Географія
Монтерей розташований за координатами 31°26′33″ пн. ш. 91°43′12″ зх. д. / 31.44250° пн. ш. 91.72000° зх. д. (31.442515, -91.720104).  За даними Бюро перепису населення США в 2010 році переписна місцевість мала площу 8,15 км², з яких 7,34 км² — суходіл та 0,81 км² — водойми.

## Демографія
Згідно з переписом 2010 року, у переписній місцевості мешкало 439 осіб у 167 домогосподарствах у складі 125 родин. Густота населення становила 54 особи/км².  Було 217 помешкань (27/км²).
Расовий склад населення:
| - 99,1 % — білих - 0,2 % — чорних або афроамериканців |

До двох чи більше рас належало 0,2 %. Частка іспаномовних становила 0,5 % від усіх жителів.
За віковим діапазоном населення розподілялося таким чином: 31,0 % — особи молодші 18 років, 57,2 % — особи у віці 18—64 років, 11,8 % — особи у віці 65 років та старші. Медіана віку мешканця становила 35,3 року. На 100 осіб жіночої статі у переписній місцевості припадало 85,2 чоловіків;  на 100 жінок у віці від 18 років та старших — 84,8 чоловіків також старших 18 років.
За межею бідності перебувало 27,7 % осіб, у тому числі 36,3 % дітей у віці до 18 років та 48,3 % осіб у віці 65 років та старших.
Цивільне працевлаштоване населення становило 256 осіб. Основні галузі зайнятості: сільське господарство, лісництво, риболовля — 46,5 %, освіта, охорона здоров'я та соціальна допомога — 20,3 %, будівництво — 13,3 %, роздрібна торгівля — 9,0 %.